# Heya
Ein Heya (jap. 部屋, „Raum“, eindeutiger 相撲部屋 Sumō-beya) bezeichnet im professionellen japanischen Sumō (Osumō) einen Sportlerstall, d. h. eine Einheit aus Sportlern, Management und Angestellten. Die Heya dienen nicht nur dem Üben des Sports in den zugehörigen Trainingsräumen, sondern stellen kommunenähnliche Lebensgemeinschaften der ihnen angehörenden Ringer dar. Neben Sumōkämpfern (Rikishi) gehören den Heya noch Angehörige verwandter Berufsstände wie Gyōji (Ringrichter) und Tokoyama (spezialisierte Friseure) an. Die sportliche Leitung der Heya haben die sogenannten Oyakata („Älteste“), ehemalige Ringer, inne. Oyakata, die gleichzeitig Eigentümer des Heya sind – dies trifft nur für knapp die Hälfte zu – bezeichnet man auch als Shisho. Auch die Ehefrauen der jeweiligen Oyakata übernehmen als Okamisan traditionell organisatorische Aufgaben im Stall.

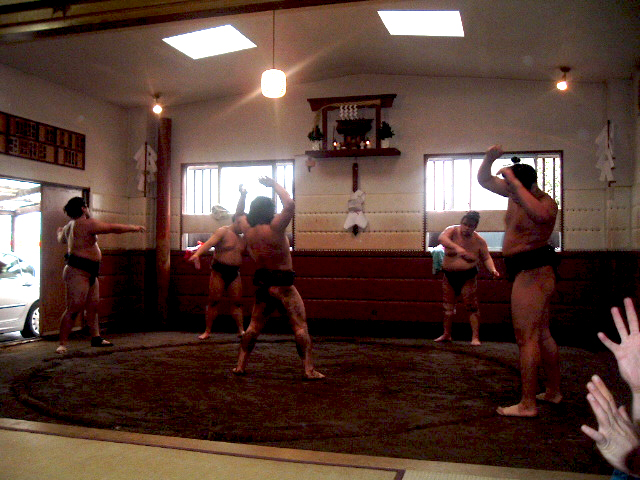
Ringer in der Trainingshalle

Das Leben im Heya ist hierarchisch organisiert. Die Rikishi der unteren Ränge leben in Gemeinschaftsunterkünften und erledigen die alltäglichen Aufgaben, zu denen auch die Zubereitung des traditionellen Eintopfs Chanko-nabe für die Gemeinschaft gehört. Die Kämpfer der beiden obersten Ligen werden von derlei Verrichtungen freigestellt und dürfen sogar außerhalb des Heya wohnen. Das gilt umso mehr für den höchstrangigen Rikishi eines Stalles, den so genannten Heyagashira.
Die meisten Heya befinden sich im Bezirk Sumida in Tokio. Einige Heya haben ihren Sitz aber auch außerhalb, z. B. in Chiba.
Die Anzahl der vom japanischen Sumōverband (Nihon Sumō Kyōkai) genehmigten Heya ist durch die Zahl der von ihm ausgestellten Anteile, Kabu genannt, begrenzt. Der Erwerb eines solchen Anteils und die Übernahme eines Heya ist an bestimmte Regeln geknüpft. Einige besonders traditionsreiche Sumōställe wie z. B. der Dewanoumi-beya können auf eine mehrhundertjährige Geschichte zurückblicken.
Alle der gegenwärtig 46 Heya gehören zu einem der zurzeit fünf Ichimon (一門), in denen Gruppen von Ställen zusammengeschlossen sind, die organisatorisch zusammenarbeiten. Diese sind: Nishonoseki (15 Heya), Dewanoumi (13 Heya), Tokitsukaze (acht Heya), Tatsunami (fünf Heya) und Takasago (fünf Heya). Die Heya eines Ichimon fahren beispielsweise nach einem Hon-Basho in einem gemeinsamen Wagen im Siegerkorso und trainieren auch teilweise zusammen. Ichimon entstehen typischerweise durch die Abspaltung neuer Heya, die ihrem ursprünglichen Stall verbunden bleiben.
Heya ist im Japanischen das übliche Wort für „Raum“ bzw. „Zimmer“ und daher ein Ausdruck, der nur im Sumō-Kontext verstanden wird. Eine alternative und unmissverständliche Bezeichnung ist die Langform Sumō-Beya (相撲部屋).